# 隆背黃鯽
隆背黃鯽（学名：Setipinna paxtoni）為輻鰭魚綱鲱形目鳀科的其中一種，分布於東印度洋區的西澳大利亞北部海域，體長可達11公分，棲息在沿海，會進行迴游。

## 擴展閱讀
維基物種上的相關：隆背黃鯽